# Microtonus asiaticus
Microtonus asiaticus là một loài bọ cánh cứng trong họ Melandryidae. Loài này được Pic miêu tả khoa học năm 1917.